# 아케이드 비디오 게임의 역사

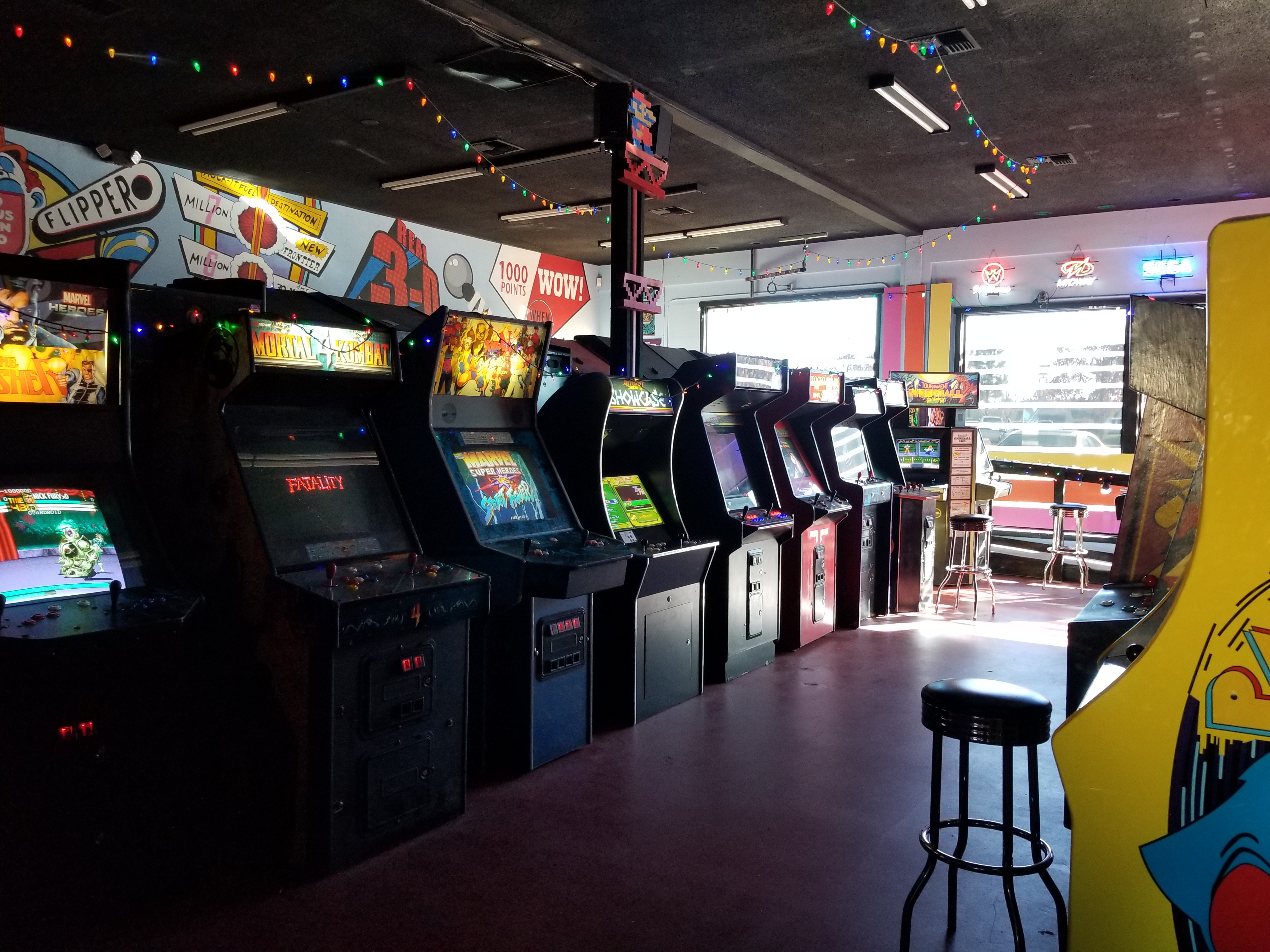
2017년 여러 아케이드 게임을 갖춘 비디오 게임 아케이드

아케이드 비디오 게임은 게임 컨트롤러를 통한 플레이어의 입력이 전자 또는 컴퓨터 부품을 통해 처리되어 일반적으로 모니터와 같은 비디오 장치에 표시되며, 이 모든 것이 밀폐된 아케이드 캐비넷 안에 들어 있는 아케이드 게임이다. 아케이드 비디오 게임은 핀볼 및 리뎀션 게임과 같은 다른 아케이드 게임과 함께 전자오락실에 설치되는 경우가 많다. 1990년대 후반까지 아케이드 비디오 게임은 비디오 게임 산업에서 가장 큰이자 가장 기술적으로 진보한 분야였다.
최초의 아케이드 게임인 컴퓨터 스페이스는 아타리의 설립자인 놀런 부슈널과 테드 대브니가 제작하여 1971년에 출시했다. 이 회사는 다음 해 퐁으로 성공을 이었다. 이 산업은 1978년 타이토의 스페이스 인베이더와 1980년 남코의 팩맨이 출시될 때까지 완만하게 성장하여 약 1983년까지 이어진 아케이드 비디오 게임의 황금기를 만들었다. 이 시점에 아케이드 게임의 시장 포화는 아케이드 게임 시장과 이를 지원하는 전자오락실 모두에서 급격한 감소를 가져왔다. 아케이드 시장은 1980년대 중반부터 소프트웨어 변환 키트, 진행형 격투 게임과 같은 새로운 장르, 고급 모션 시뮬레이터 캐비넷의 도움으로 회복되기 시작했다. 1991년 캡콤의 스트리트 파이터 II: 더 월드 워리어로 대전 격투 게임 장르가 탄생하고 3차원 컴퓨터 그래픽스가 등장하면서 1990년대 초반에 다시 부흥을 겪었지만, 1990년대 후반 서구권에서는 전자오락실이 쇠퇴하기 시작했다. 여러 전통적인 회사들이 문을 닫거나 다른 분야(특히 서구권)로 이동한 후, 전자오락실은 서구권에서 관련성을 많이 잃었지만, 동아시아와 동남아시아에서는 계속 인기를 유지했다.

## 초기 아케이드 게임
20세기 초부터 스키볼과 기타 핀 기반 게임은 인기 있는 아케이드 게임이었다. 최초의 핀볼 기계는 1930년대에 도입되었지만 확률 게임이라는 명성을 얻어 1940년대부터 1960년대까지 많은 장소에서 금지되었다. 대신, 1960년대에는 기술 게임으로 분류되는 새로운 동전 투입식 전기 기계식 게임 (EM 게임)이 전자오락실에서 그 자리를 차지했다.
세가의 EM 게임인 페리스코프 (1966)가 등장한 후, 아케이드 산업은 "시청각" EM 신기 게임에 의해 주도되는 "기술적 르네상스"를 경험했으며, 1970년대 초 상업용 비디오 게임 도입을 위한 건전한 환경으로서 전자오락실을 확립했다. 1960년대 후반, 대학생 놀런 부슈널은 전자오락실에서 아르바이트를 하며 고객들이 게임하는 것을 보고 기계 유지 보수를 도우면서 EM 게임에 익숙해졌고, 그것이 어떻게 작동하는지 배우고 게임 사업이 어떻게 운영되는지에 대한 이해를 발전시켰다.

## 아케이드 비디오 게임의 등장 (1971년-1977년)

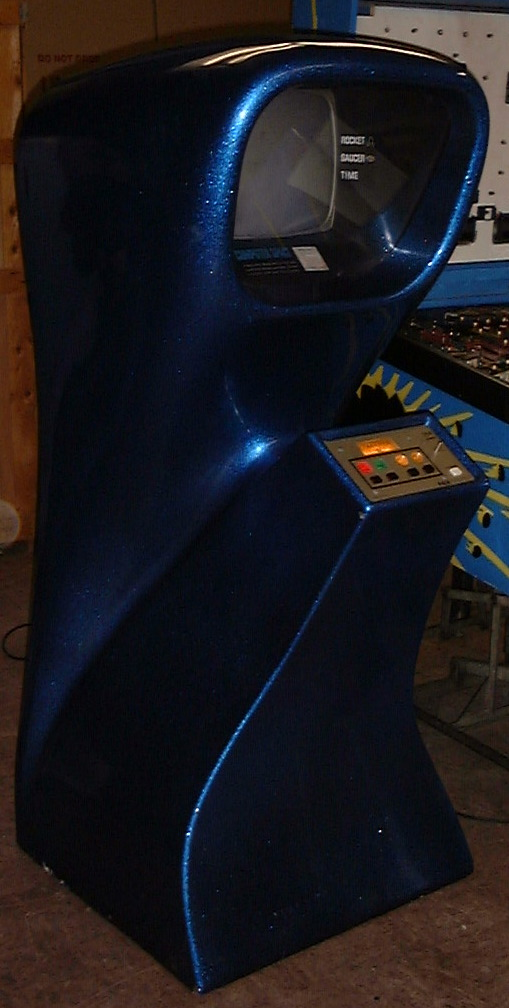
최초의 상업용 아케이드 비디오 게임인 컴퓨터 스페이스

초기 비디오 게임은 1950년부터 컴퓨터에서 개발되었지만, 단일 컴퓨터 설치를 넘어 확산된 최초의 비디오 게임인 스페이스워!는 1962년에 MIT의 학생 및 직원들이 PDP-1 메인프레임 컴퓨터에서 개발했다. 이 게임을 개발한 그룹이 전국 각지의 다른 학교로 이동하면서, 그들은 스페이스워!의 소스 코드를 가져가서 해당 학교의 다른 메인프레임 기계에서 실행했다. 이는 두 개의 다른 그룹이 이 게임의 동전 투입 버전을 개발하려는 시도를 하게 만들었다.
1970년경, 놀런 부슈널은 동료의 초대로 스탠퍼드 대학교의 PDP-6 컴퓨터에서 실행되는 스페이스워!를 보게 되었다. 부슈널은 데이터 제너럴 노바라는 더 작은 컴퓨터에 여러 대의 동전 투입 터미널을 연결하여 게임을 재현하는 아이디어를 얻었다. 그와 동료 암펙스 직원 테드 대브니는 시지기(Syzygy)라는 회사명으로 너팅 어소시에이츠와 협력하여 최초의 상업용 아케이드 게임인 컴퓨터 스페이스를 만들었고, 1971년 8월에 현장 테스트를 거쳐 11월에 생산을 시작했다. 이 게임은 1300대 이상 판매되었고, 기대만큼 큰 히트작은 아니었지만, 동전 투입식 컴퓨터 게임의 잠재력을 입증했다. 스탠퍼드 대학교에서 학생 빌 피츠(Bill Pitts)와 휴 턱(Hugh Tuck)은 PDP-11 메인프레임을 사용하여 갤럭시 게임의 두 가지 프로토타입을 만들었고, 1971년 11월부터 대학에서 시연했지만 상업적인 게임으로 만들지는 못했다.
부슈널은 랠프 베어의 디자인을 기반으로 한 최초의 가정용 비디오 게임기인 마그나복스 오디세이의 탁구 게임 시연을 본 후 다음 게임에 대한 아이디어를 얻었다. 직접 사업을 하기로 결정한 부슈널과 대브니는 너팅을 떠나 회사를 아타리로 재편하고, 앨런 알콘을 영입하여 오디세이 게임을 기반으로 한 아케이드 게임을 설계하도록 도왔다. 1972년 8월 캘리포니아 새너제이에 있는 앤디 캡스 선술집(Andy Capp's Tavern)에서 시연 장치의 성공적인 시험 운영 후, 퐁은 1972년 11월에 제한된 수량으로 처음 출시되었고 1973년 3월에 더 넓은 지역으로 출시되었다. 퐁은 매우 성공적이었고, 각 기계는 하루에 US$40 이상을 벌어들였는데, 이는 당시 다른 대부분의 동전 투입식 기계보다 훨씬 많았다.
퐁의 성공과 함께, 대부분 전기 기계식 게임과 핀볼 기계를 만들던 수많은 다른 동전 투입식 기계 제조업체들은 아케이드 게임의 성공을 활용하려고 시도했다. 이러한 회사에는 밸리 매뉴팩처링, 미드웨이 매뉴팩처링, 윌리엄스 일렉트로닉스뿐만 아니라 일본 회사인 타이토와 세가도 포함되었다. 대부분은 아타리가 이미 만든 게임을 약간 변경하여 복사하려고 시도했으며, 이는 클론의 물결을 이끌었다. 아이디어에 대한 특허를 받지 못한 부슈널은 이러한 경쟁자들을 "자칼"로 여겼지만, 법적 조치를 취하기보다는 아타리가 계속해서 새로운 게임을 개발하도록 했다. 별도로, 베어가 오디세이의 기본을 개발한 샌더스 어소시에이츠와 마그나복스는 아타리를 포함한 다른 제조업체들을 전자 게임 개념 뒤에 있는 기본 특허 위반으로 고소했다. 부슈널은 법정 밖에서 합의하기로 선택했으며, 합의금의 일부로 아타리가 베어의 특허에 대한 영구 라이선스 권리를 협상했는데, 이는 아타리가 추가 아케이드 게임 개발과 퐁을 가정용 콘솔 형태로 가져오는 것을 가능하게 했고, 마그나복스는 다른 제조업체에 대한 법적 소송을 계속했다. 마그나복스는 베어 특허에 대한 이러한 소송에서 US$1억 이상의 보상금과 합의금을 받았다고 추정된다.

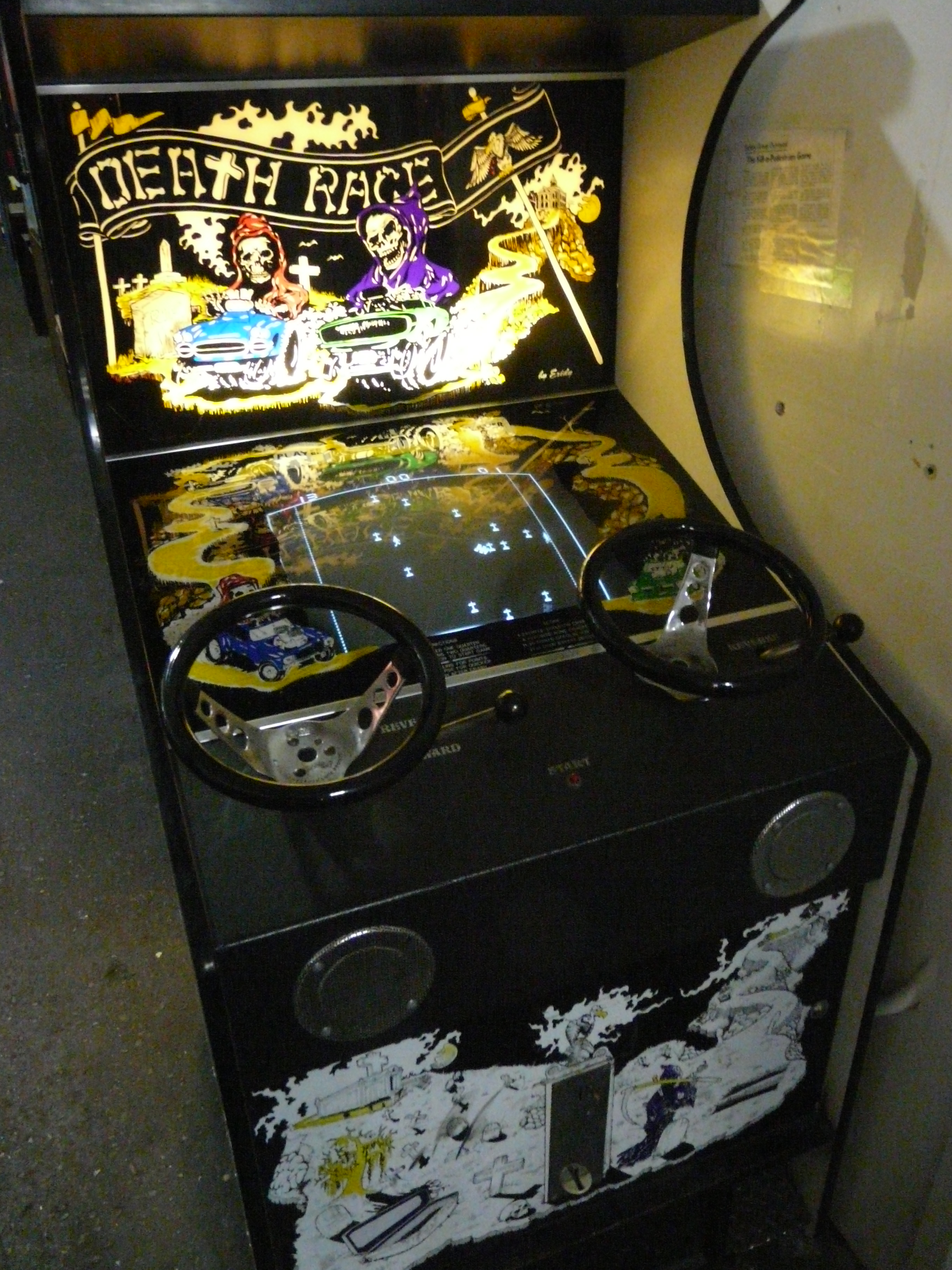
데스 레이스는 폭력성으로 비판받은 최초의 비디오 게임 중 하나였다.

1974년 말까지 미국과 일본 모두에서 15개 이상의 회사가 아케이드 게임을 개발하고 있었다. 주요 이정표는 미드웨이의 건 파이트 (일본에서 출시된 타이토의 웨스턴 건을 각색한 것)를 통해 아케이드 게임에 마이크로프로세서 기술이 도입된 것이었다. 이는 집적 회로 (IC) 칩의 복잡한 상호 작용에 의존하기보다는 더 직접적으로 프로그래밍할 수 있게 했다.
비디오 게임은 이 시점에도 여전히 성인 오락으로 간주되었고, 핀볼 기계와 마찬가지로 "오락용" 기술 게임으로 취급되었으며, 어린이들이 있을 가능성이 적은 바나 라운지와 같은 장소에 배치되었다. 그러나 핀볼 기계가 이전 수십 년 동안 겪었던 동일한 낙인이 비디오 게임에도 나타나기 시작했다. 특히 1976년 데스 레이스의 출시는 화면에서 그렘린을 밟고 지나가는 내용으로 인해 미국에서 너무 폭력적이라는 비판을 받았고, 비디오 게임 폭력성 논쟁에 대한 최초의 주요 논쟁을 일으켰다.
"패들 게임" 트렌드가 1975년경 끝난 후, 아케이드 비디오 게임 산업은 1977년까지 몇 년간 "패들 게임 이후 시대"의 침체기를 겪었다.

## 아케이드 게임의 황금기 (1978년–1983년)
1978년, 타이토는 일본에서 스페이스 인베이더를 처음 출시했고, 이어서 북미에서도 출시했다. 이 게임의 인기 요인 중 하나인 참신한 게임 플레이 특징은 최초로 영구적인 하이스코어를 유지했다는 점이었다. 그리고 단순했지만, 게임 진행 속도에 따라 증가하는 인터랙티브 오디오 시스템을 사용했다. 이 게임은 양 지역에서 매우 인기가 많았다. 일본에서는 스페이스 인베이더 기계만 취급하는 전문 전자오락실이 생겨났고, 타이토는 1978년 말까지 일본에서만 10만 대 이상을 판매했다고 추정했으며, 미국에서는 1980년까지 6만 대 이상이 판매되었다. 이 게임은 당시 가장 많이 팔린 비디오 게임이자 가장 높은 수익을 올린 "엔터테인먼트 상품"으로 여겨졌다. 이후 많은 아케이드 게임은 스페이스 인베이더가 확립한 "다중 생명, 점진적으로 어려워지는 레벨 패러다임"을 기반으로 했다.
스페이스 인베이더는 아케이드 게임의 "황금기"로 여겨지는 다음 5년 동안 일련의 인기 아케이드 게임을 이끌었다. 이러한 타이틀에는 다음이 포함된다.
- 아스테로이즈 (아타리, 1979)
- 갤럭시안 (남코, 1979)
- 베르세르크 (스턴 일렉트로닉스, 1980)
- 미사일 커맨드 (아타리, 1980)
- 배틀존 (아타리, 1980)
- 팩맨 (남코, 1980)
- 랠리-X (남코, 1980)
- 센티피드 (아타리, 1980)
- 디펜더 (윌리엄스 일렉트로닉스, 1981)
- 동키콩 (닌텐도, 1981)
- 프로거 (코나미, 1981)
- 갤러가 (남코, 1981)
- 스크램블 (코나미, 1981)
- 템페스트 (아타리, 1981)
- 잭슨 (세가, 1981)

이 중 팩맨은 1980년 출시 당시 대중문화에 훨씬 더 큰 영향을 미쳤다. 게임 자체도 인기가 많았지만, 사람들은 팩맨을 마스코트로 받아들여 관련 상품과 1982년 동명의 애니메이션 시리즈로 이어졌다. 이 게임은 또한 버크너 & 가르시아의 골드 인증곡 "팩맨 피버"에 영감을 주었다. 팩맨은 1982년까지 총 40만 대의 캐비넷이 판매되었다. 동키콩은 최초의 인정받는 플랫폼 게임일 뿐만 아니라, 이전 아케이드 게임들과 비교하여 일본 문화에는 잘 자리 잡았지만 서구 지역에는 새로운, 귀엽고 더 환상적인 개념을 가져왔다는 점에서도 중요했다. 서구 관객들은 이러한 수준의 추상화에 익숙해졌고, 이는 나중에 일본에서 만들어진 아케이드 게임과 닌텐도 엔터테인먼트 시스템용 타이틀이 이들 플레이어들에게 쉽게 받아들여지게 만들었다.
이 게임들과 수많은 다른 게임들은 전 세계에 전자오락실을 만들었다. 1970년대와 1980년대 미국에서 쇼핑몰 건설 붐은 크레이그 싱어(Craig Singer)의 틸트 아케이드와 같은 전문 전자오락실 매장을 탄생시켰다. 다른 전자오락실은 볼링장과 스케이트장뿐만 아니라, 부슈널의 척 E. 치즈 피자 가게 및 전자오락실 체인과 같은 독립 시설에도 있었다. 타임은 1982년 1월 미국에 13,000개 이상의 전자오락실이 있었고, 가장 인기 있는 기계는 매일 400달러 이상의 수익을 올렸다고 보도했다. 월터 데이가 오텀와에 개장한 전자오락실인 트윈 갤럭시는 많은 인기 비디오 게임의 하이스코어를 추적하는 것으로 유명해졌고, 1982년 라이프는 이 전자오락실, 데이, 그리고 당시 최고의 플레이어 몇 명을 표지 기사로 다루면서 프로 비디오 게임 플레이어라는 개념을 대중에게 알렸다. 1980년대 아케이드 게임을 중심으로 한 비디오 게임 토너먼트의 형성은 현대 E스포츠의 전신이었다.
아케이드 기계는 또한 슈퍼마켓이나 약국과 같이 어린이 또는 젊은 성인을 끌어들일 수 있는 어떤 장소에도 설치되었다. 황금기는 게임 카트리지 도입과 함께 막 2세대에 진입한 성장하는 가정용 콘솔 시장에 의해 부양되었다. 아타리는 아타리 2600용 스페이스 인베이더를 라이선스할 수 있었고, 이는 시스템의 킬러 애플리케이션이 되었다. 마찬가지로, 콜레코는 닌텐도로부터 동키콩을 라이선스하는 데 아타리를 이겼고, 다른 포팅 게임들 중에서도 자사의 게임 변환 버전을 콜레코비전의 번들 게임으로 포함시켜 콘솔 판매를 촉진하고 아타리 2600과 경쟁하는 데 도움이 되었다. 아케이드 히트작 라이선싱은 가정용 시장의 주요 사업이 되었고, 이는 다시 아케이드 분야의 추가 성장을 촉진했다. 1981년까지 미국 아케이드 게임 시장은 추정 가치 $80억에 달했다.
포브스의 조너선 그린버그(Jonathan Greenberg)는 1981년 초, 미국 비디오 게임 회사들이 일본 회사들로부터 제품 라이선스를 점점 더 많이 취득하고 일본 회사들은 북미 지사를 개설하고 있기 때문에 일본 회사들이 결국 북미 비디오 게임 산업을 지배할 것이라고 예측했다. 1982년-1983년까지 일본 제조업체들은 북미 아케이드 시장의 큰 부분을 차지했고, 데이터 이스트 USA의 진 립킨(Gene Lipkin)은 이를 일본 회사들이 새로운 아이디어에 투자할 재정적 여유가 더 많았기 때문이라고 부분적으로 설명했다.

## 황금기의 끝 (1984년)
1982년이 비디오 게임 전자오락실 성공의 절정으로 인정받았지만, 업계의 많은 사람들은 그 성공이 너무 오래 지속될 수 없다는 것을 알고 있었다. 월터 데이는 1982년에 필요한 것보다 "너무 많은 전자오락실"이 존재한다고 언급했다. 게다가, 플레이어들은 참신함과 새로운 게임을 요구했고, 따라서 오래된 게임은 단종되고 새로운 게임으로 대체되어야 했지만, 모든 새로운 게임이 황금기 절정의 게임만큼 성공적이지는 않았다. 플레이어들이 더 많은 도전을 추구한다는 것을 알고, 게임 제조업체들은 새로운 게임을 더 어렵게 설계했지만, 이는 기술이 부족한 주류 플레이어들을 외면하게 만들었다.
이와 함께 어린이들에게 비디오 게임이 미칠 수 있는 해로운 영향에 대한 압력이 증가했다. 전자오락실은 "가족 오락 센터"로 분위기를 조성하여 일부 우려를 완화하려는 조치를 취했지만, 부모와 활동가들은 여전히 비디오 게임을 잠재적으로 중독성이 있고 공격적인 행동으로 이끌 수 있다고 보았다. 미국 공중보건국장 C. 에버렛 쿱은 1982년 11월, 1980년대 초 청소년에 대한 전반적인 도덕적 우려의 일환으로 어린아이들의 비디오 게임 중독 가능성에 대해 언급했다. 이러한 우려는 비디오 게임 전자오락실뿐만 아니라 쇼핑몰이나 스케이트장과 같이 청소년들이 성인 감독 없이 어울릴 수 있는 다른 장소에도 영향을 미쳤다. 성인 감독 부족으로 인한 전자오락실 관련 범죄 증가 보고도 있었다. 많은 도시와 마을이 1980년대 중반까지 전자오락실을 금지하거나 사업체당 몇 대의 기계로 제한하는 조치를 시행했다. 이러한 금지 중 일부는 전자오락실 소유주들이 수정 헌법 제1조를 근거로, 비디오 게임의 예술 형태로서의 보호 가치를 주장하며 이의를 제기했지만, 대부분의 경우 이러한 사례는 전자오락실에 불리하게 판결되었고, 언론의 자유를 제한하기보다는 행위를 제한하는 지역 규정을 지지했다. 또한 전자오락실에 영향을 미친 것은 가정용 콘솔의 인기 상승이었다. 플레이어들은 집에서 게임을 할 수 있는데 굳이 전자오락실에서 계속 돈을 쓸 필요가 없었기 때문이다. 그러나 가정용 콘솔 시장에 극심한 영향을 미친 1983년 비디오 게임 위기와 함께, 전자오락실 시장도 과포화, 플레이어 손실, 비디오 게임에 대한 도덕적 우려로 인해 이미 쇠퇴하고 있었기 때문에 그 영향을 받았다. 이 모든 것은 1980년대 초반 경기 침체로 더욱 심화되었다.
아케이드 게임은 한동안 미국에서 상대적으로 침체되어 황금기 최고 재정적 성공에서 하락했다. 미국 아케이드 산업은 1982년 최고 $89억에서 1984년 $45억으로 감소했다. 미국 아케이드 비디오 게임 시장은 1984년에 침체되었지만, 세가 사장 나카야마 하야오는 좋은 게임이 "적절히 만들어지면 미국 시장에서도 분명히 판매될 수 있다"고 확신했다. 세가는 1985년 초 새로운 미국 자회사를 설립할 계획을 발표했고, 게임 머신 잡지는 이것이 미국 비디오 게임 사업을 "가장 가능성 있게 활성화시킬 것"이라고 예측했다. 1984년의 침체에도 불구하고, 벳슨 퍼시픽 디스트리뷰팅(Betson Pacific Distributing)의 존 로츠(John Lotz)는 1990년대 초까지 또 다른 아케이드 붐이 일어날 가능성이 있다고 예측했다.

## 시장 회복 (1985년–1990년)
아케이드 산업은 1985년에 회복되기 시작하여 1986년에 재기했고, 1980년대 후반에는 여러 해 동안 성장을 경험했다. 회복의 주요 요인은 소프트웨어 변환 키트 시스템의 등장이었는데, 예를 들어 세가의 컨버트-어-게임(Convert-a-Game) 시스템, 아타리 시스템 1, 그리고 닌텐도 VS. 시스템이 있다. 특히 닌텐도 VS. 시스템은 NES 콘솔의 공식 출시 이전인 1984년에 서구 세계에 패미컴 (NES) 하드웨어를 소개한 것이었고, 전자오락실에서의 VS. 시스템의 성공은 북미 지역에서의 NES 출시 및 성공에 결정적인 역할을 했다. 전자오락실을 되살리는 데 도움이 된 다른 주요 요인으로는 인기 있는 무예 액션 게임 (가라데 챔프 및 이얼 쿵후와 같은 대전 격투 게임, 스파르탄 X 및 열혈경파 쿠니오군과 같은 진행형 격투 게임 포함), 고급 모션 시뮬레이터 게임 (세가의 "타이칸(体感)" 게임인 행온, 스페이스 해리어, 아웃런 등 포함), 그리고 스포츠 게임의 재기 (하이퍼 올림픽, 펀치 아웃, 테크한 월드컵 등)가 있었다.

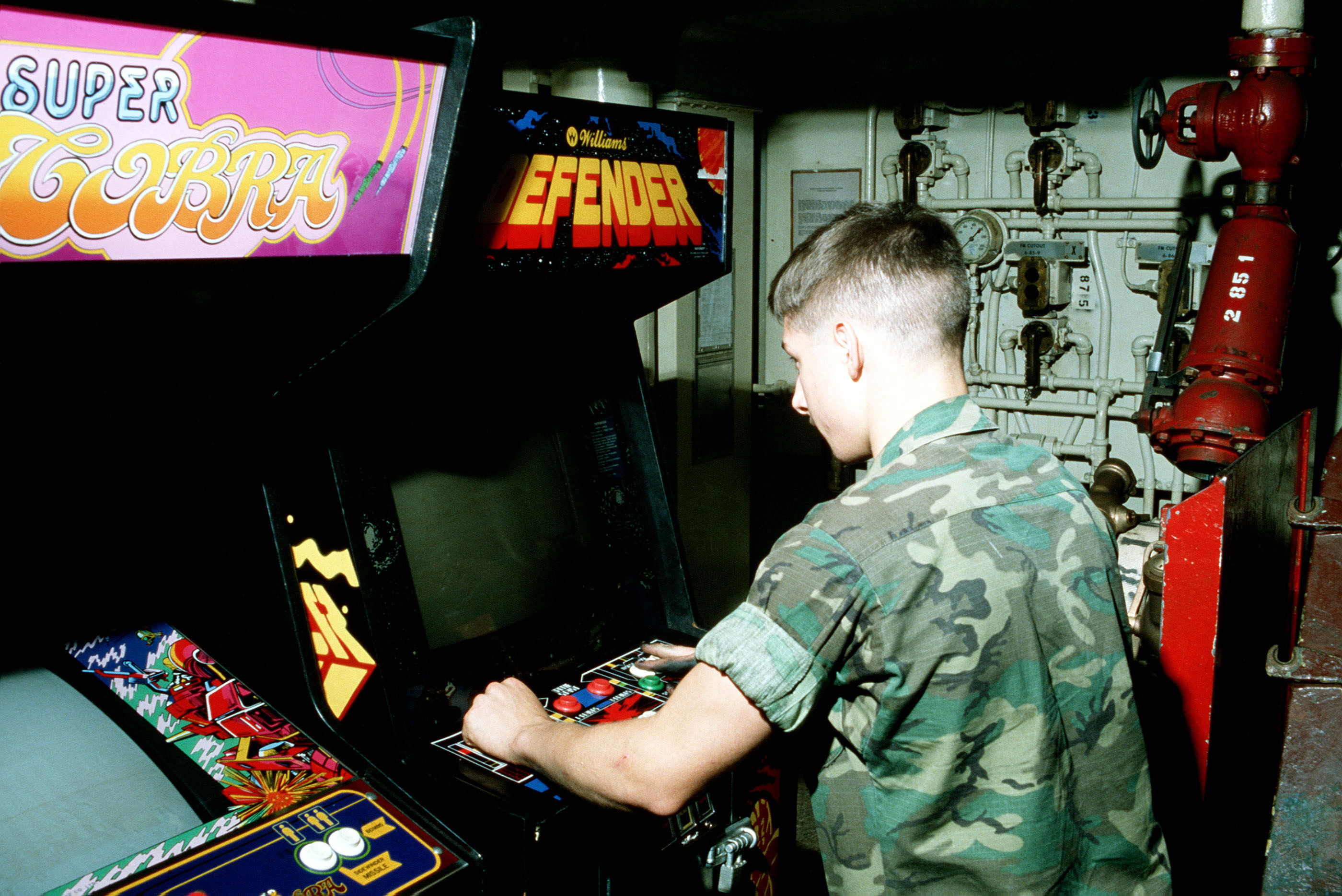
1982년 USS 아메리카에서 디펜더를 플레이하는 미 해병대원

1985년경, 아케이드 산업은 대부분 일본 제조업체에 의해 지배되었으며, 미국 제조업체의 수는 감소했다. 1988년까지 미국 아케이드 비디오 게임 연간 수익은 $55억 (equivalent to ${{인플레이션}} 오류: NaN, 값이 숫자가 아님 :  |value=55억 (매개변수 2) in 2022)로 증가했다. 그러나 닌텐도 엔터테인먼트 시스템 (NES)과 같이 가정용 비디오 게임 산업을 재활성화시킨 새로운 비디오 게임 콘솔과의 경쟁은 플레이어들을 전자오락실에서 멀어지게 했다. 북미에서 NES가 인기를 얻은 후, 가정용 콘솔은 많은 아이들을 집에 머물게 하고 부모의 감독 아래 두어 전자오락실에서 멀어지게 했다. 미국 아케이드 비디오 게임 시장은 1989년부터 다시 쇠퇴하기 시작했다. 리플레이(RePlay) 잡지는 이러한 쇠퇴를 NES의 성공에 따른 가정용 콘솔의 부상 때문이라고 부분적으로 설명했다. 반면 일본에서는 아케이드 시장이 성장하는 동안 가정용 비디오 게임 판매는 감소했다. 전반적으로 전 세계 아케이드 시장은 계속 성장하여 콘솔 시장보다 더 큰 규모를 유지했다.
이 시기 아케이드에서는 다양한 기술 발전이 이루어졌다. 스즈키 유가 디자인하고 세가 스페이스 해리어 하드웨어에서 실행된 세가의 행온은 세가의 16비트 "슈퍼 스케일러" 아케이드 시스템의 첫 번째 게임으로, 높은 프레임 레이트로 유사 3D 스프라이트 스케일링을 구현했다. 행온은 또한 모션 제어 아케이드 캐비넷을 사용했는데, 여기에는 유압 시스템에 장착된 모터사이클과 유사한 제어 장치가 포함되어 플레이어가 몸을 좌우로 기울여 게임을 제어했다. 이는 모션 컨트롤이 콘솔에서 인기를 얻기 20년 전이었다. 이 게임은 세가의 스페이스 해리어 (1985), 아웃런 (1986), 애프터 버너 (1987)와 같이 1980년대 후반의 많은 아케이드 게임에서 모션 시뮬레이터 아케이드 캐비넷을 사용하는 "타이칸(体感)" ("신체 감각") 트렌드를 시작했다. SNK는 또한 아케이드와 가정용 콘솔 사이의 간극을 좁히기 위해 1990년에 네오지오 라인을 출시했다. 이 출시는 네오지오 멀티 비디오 시스템 (MVS) 아케이드 시스템과 네오지오 어드밴스드 엔터테인먼트 시스템 (AES)으로 구성되었다. 두 장치는 동일한 게임 카트리지를 공유했으며, MVS는 플레이어가 최대 6개의 다른 게임을 동시에 선택할 수 있도록 지원했다. 또한 플레이어는 메모리 카드를 사용하여 MVS에서 가정용 AES로, 그리고 다시 MVS로 저장 게임 정보를 전송할 수 있었다. 플랫 셰이딩 3D 폴리곤 그래픽스 전용 아케이드 시스템도 등장하기 시작했는데, 위닝 런 (1988)에 사용된 남코 시스템 21과 하드 드라이빈' (1989)에 사용된 관련 아타리 게임즈 하드웨어, 그리고 아마추어 비행 시뮬레이션인 탑 랜딩 (1988)과 에어 인페르노 (1990)에 사용된 타이토 에어 시스템이 있다.
이 시기 잠시 확장된 아케이드 비디오 게임의 한 형식은 퀴즈 스타일 또는 퀴즈 기반 아케이드 게임이었다. 다른 기술 발전의 길 외에도, 아케이드 기계의 하드웨어는 핵심 전자 부품을 칵테일 스타일 캐비닛 또는 절반 높이의 바탑 또는 카운터탑 버전에 맞출 수 있을 정도로 작아져서, 더 많은 성인 장소에 배치하기에 이상적이었다. 1983년 비디오 게임 위기로 인한 전통적인 아케이드 게임에 대한 관심 감소와 1981년에 처음 출시된 보드 게임 트리비얼 퍼슈트의 인기 상승과 맞물려, 여러 제조업체들은 이러한 소형 형식으로 바에 판매할 퀴즈 스타일 게임을 개발했는데, 여기에는 더 위험한 제목도 포함되었다. 제조업체들은 또한 이러한 게임을 가족 지향적인 오락과 교육 도구로 잠재적으로 사용할 수 있도록 홍보할 기회를 보았다. 아케이드 기반 퀴즈 게임의 열풍은 퀴즈에 대한 일반적인 관심이 줄어들면서 1986년경 시들었지만, 전자오락실과 다른 오락 사업체들은 그 이후에도 여러 화면에서 진행되는 멀티플레이어 퀴즈 챌린지를 기반으로 퀴즈 스타일 게임을 계속 유지할 방법을 찾았다. 이러한 퀴즈 게임은 또한 유 돈트 노 잭 시리즈와 트리비아 HQ와 같은 콘솔 및 컴퓨터용 퀴즈 게임의 탄생에도 영향을 미쳤다.

## 재기 및 3D 혁명 (1991년-1999년)

### 대전 격투 게임 붐
1991년 캡콤의 스트리트 파이터 II: 더 월드 워리어 출시와 함께 아케이드 게임은 다시 부흥을 맞이했다. 1987년의 오리지널 스트리트 파이터는 이미 두 명의 플레이어가 서로 도전할 수 있는 대전 격투 게임 형식을 도입했지만, 캐릭터들은 일반적인 전투원이었다. 스트리트 파이터 II는 장르에 현대적인 요소를 도입하고, 배경과 개성을 가진 수많은 캐릭터를 선택하고 다양한 특수 동작을 사용할 수 있는 기본적인 1대1 대전 격투 게임 템플릿을 만들었다. 스트리트 파이터 II는 전 세계적으로 20만 대 이상 판매되었고, 다른 아케이드 제조업체들이 유사한 대전 격투 게임을 만들게 했다. 여기에는 1992년 모탈 컴뱃, 1993년 버추어 파이터, 1994년 철권이 포함된다. 이 시기는 아케이드 산업의 "붐" 또는 "르네상스"로 불렸으며, 스트리트 파이터 II의 성공은 아케이드 황금기 블록버스터인 스페이스 인베이더와 팩맨의 성공과 비견되었다.
1993년까지 미국에서 아케이드 게임은 연간 $70억 (equivalent to ${{인플레이션}} 오류: NaN, 값이 숫자가 아님 :  |value=70억 (매개변수 2) in 2022)의 수익을 올렸는데, 이는 가정용 비디오 게임 시장 ($60억)과 영화 박스오피스 시장 ($50억)을 모두 합친 것보다 컸다. 전 세계 아케이드 비디오 게임 수익도 콘솔보다 우위를 유지했다. 1993년, 일렉트로닉 게임즈는 "역사학자들이 1990년대 초반 코인 오락실의 세계를 되돌아볼 때, 비디오 게임 예술 형태의 결정적인 하이라이트 중 하나는 의심할 여지 없이 격투/무술 테마에 초점을 맞출 것"이라고 언급하며, 이를 당시 "산업의 중추"라고 묘사했다. 그러나 모탈 컴뱃은 잔인해 보이는 마무리 동작으로 인해 비디오 게임 폭력에 대한 추가적인 논란을 불러일으켰다. 1993년에 이 게임이 가정용 콘솔로 이식되었을 때, 이는 비디오 게임 폭력에 대한 미국 의회 청문회로 이어졌고, 그 결과 1994년 정부의 비디오 게임 감독을 피하기 위해 엔터테인먼트 소프트웨어 등급 위원회 (ESRB)가 설립되었다. 그럼에도 불구하고 대전 격투 게임은 1990년대 내내 전자오락실에서 지배적인 게임 스타일로 남았다.

### 3D 혁명

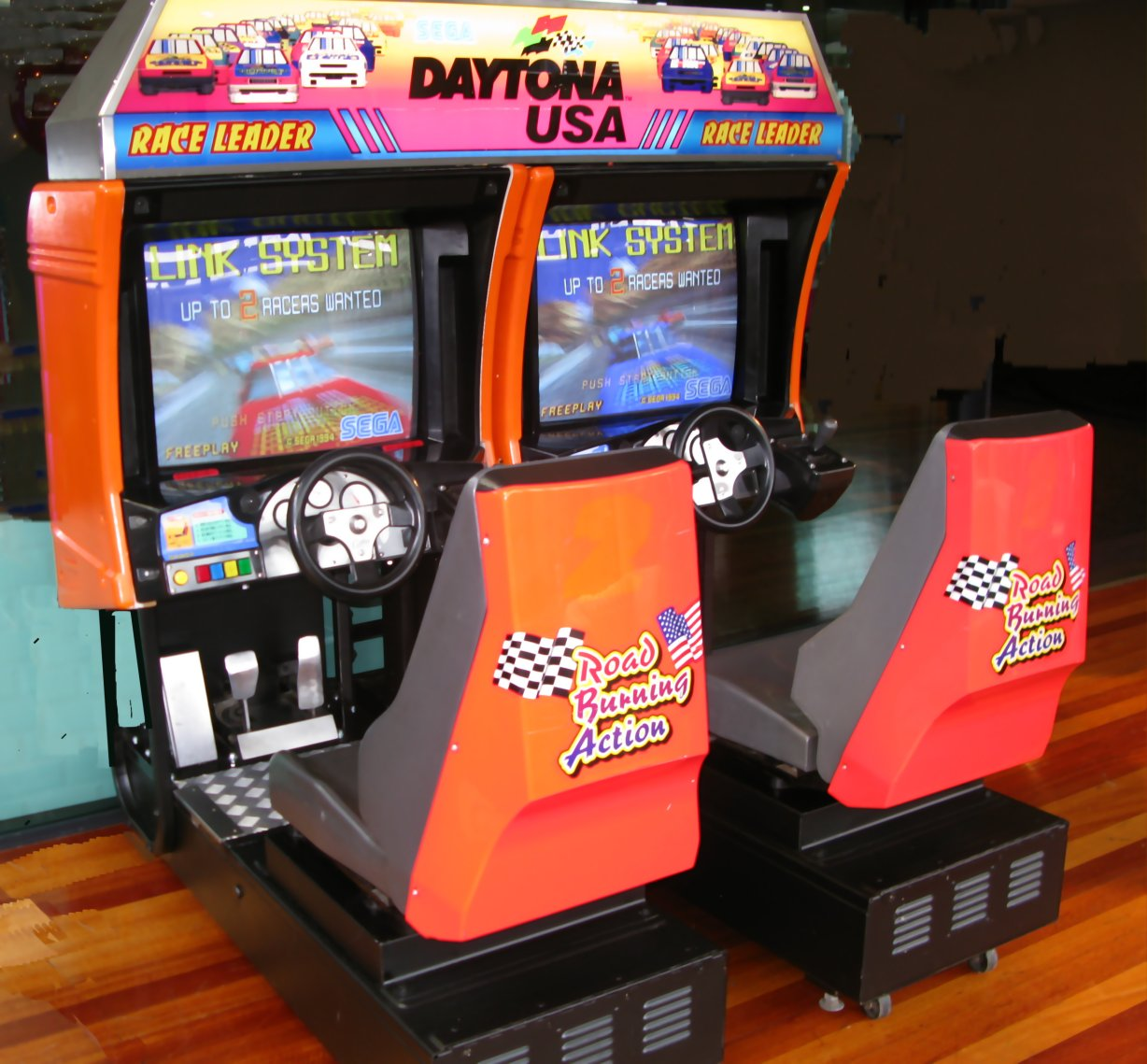
데이토나 USA의 트윈 레이서 모델

아케이드 "르네상스"에 기여한 또 다른 요인은 점차 현실적인 게임이었으며, 특히 아케이드 게임이 2D 및 유사 3D 그래픽스에서 진정한 실시간 3D 폴리곤 그래픽스로 전환한 "3D 혁명"이 두드러졌다. 이는 주로 세가와 남코 간의 기술 군비 경쟁 라이벌 관계에 의해 주도되었다. 원래 1980년대 후반 레이싱 게임용으로 개발된 남코 시스템 21은 1990년대 초 남코에 의해 갤럭시안 3 (1990) 및 솔발루 (1991)와 같은 새로운 3D 액션 게임인 레일 슈터에 적용되었다. 세가는 세가 모델 1으로 응답했고, 이는 세가 AM2 게임인 버추어 레이싱 (1992) 및 버추어 파이터 (1993)로 3D 폴리곤을 더욱 대중화했으며, 이는 3D 폴리곤 인간 캐릭터를 대중화했다. 남코는 남코 시스템 22로 응답했고, 리지 레이서 (1993)에 사용된 3D 폴리곤 텍스처 매핑 및 구로 셰이딩이 가능했다. 세가 모델 2는 1994년 데이토나 USA와 같은 레이싱 게임, 버추어 파이터 2와 같은 대전 격투 게임, 그리고 라이트 건 슈터인 버추어캅과 같은 게임에 3D 폴리곤 텍스처 필터링을 도입했다. 남코는 철권 (1994)과 같은 3D 대전 격투 게임, 타임 크라이시스 (1995)와 같은 3D 라이트 건 슈터로 응답했는데, 후자는 슈퍼 시스템 22에서 실행되었다.
다른 아케이드 제조업체들도 이 시기에는 미드웨이, 코나미, 타이토를 포함한 3D 아케이드 하드웨어를 제조하고 있었고, 메사 로직(Mesa Logic)도 라이트 건 슈터 에어리어 51 (1995)을 출시했다. 새롭고 더 현실적인 3D 게임은 전자오락실, 특히 가족 친화적인 오락 센터에서 상당한 인기를 얻었다. 가상 현실 (VR)도 1990년대 초 전자오락실에 등장하기 시작했다. 미국의 어뮤즈먼트 & 뮤직 오퍼레이터 협회 (AMOA)는 1994년에 1982년 AMOA 쇼 이후 역대 두 번째로 큰 AMOA 쇼를 개최했다.

### 가정용 콘솔 경쟁
1990년대 중반경, 5세대 가정용 콘솔인 세가 새턴, 플레이스테이션, 닌텐도 64도 이전 4세대보다 향상된 사운드와 더 나은 2D 그래픽스와 함께 진정한 3D 그래픽스를 제공하기 시작했다. 1995년에는 3D 가속기 카드를 통해 개인용 컴퓨터도 뒤를 이었다. 1990년대 후반에는 세가 모델 3와 같은 아케이드 시스템이 가정용 시스템보다 훨씬 발전된 상태였지만, 아케이드 게임이 최신 그래픽 및 사운드 칩을 맞춤화하고 사용할 수 있는 기술적 이점은 점차 줄어들었고, 가정용 게임의 편리함은 결국 아케이드 게임의 쇠퇴를 가져왔다. 세가의 6세대 콘솔인 드림캐스트는 1998년 세가 나오미 아케이드 시스템과 비견되는 3D 그래픽스를 생성할 수 있었고, 이후 세가는 1999년에 세가 나오미 멀티보드와 세가 히카루, 2000년에 세가 나오미 2와 같은 더 강력한 아케이드 시스템을 생산했다. 하지만 세가는 결국 값비싼 독점 아케이드 시스템 보드 제조를 중단하고, 이후 아케이드 보드는 더 저렴한 상업용 콘솔 또는 PC 부품을 기반으로 하게 되었다.
1990년대 후반, 아케이드 비디오 게임은 쇠퇴했고, 1997년-1998년경 처음으로 콘솔 게임이 아케이드 비디오 게임을 수익 면에서 추월했다. 그전까지는 아케이드 비디오 게임 시장이 콘솔보다 더 큰 수익을 올렸다. 1997년, 코나미는 음악에 맞춰 게임을 제어하기 위해 독특한 주변기기를 사용하는 여러 음악 기반 게임을 출시하기 시작했는데, 여기에는 비트매니아와 기타프릭스가 포함되었으며, 1998년 일본에서 댄스 댄스 레볼루션 (DDR)이 출시되면서 정점을 찍었다. DDR은 댄스 패드를 사용하고 플레이어가 화면의 음표에 맞춰 패드의 적절한 칸을 발로 밟아 인기 음악과 동기화해야 하는 새로운 스타일의 아케이드 게임이었다. DDR은 1999년에 서구권에서도 출시되었고, 처음에는 일본만큼의 인기를 누리지는 못했지만, 전자오락실에서 리듬 게임 트렌드를 이끌었다.

## 지역별 차이 (2000년-2019년)
전 세계 아케이드 비디오 게임 수익은 1990년대 후반 몇 년간의 수익 감소 이후 2000년대 초반에 안정화되었는데, 이 기간 동안 콘솔, 휴대용, PC 게임 산업에 의해 수익 면에서 추월당했다. 아케이드 비디오 게임은 일본과 중국과 같은 동아시아 국가에서 계속 번성하는 산업이며, 이 지역에는 전자오락실이 널리 퍼져 있다.

### 미국
2000년대 이후, 미국 내 아케이드 게임과 전자오락실은 가정용 콘솔의 유혹에 맞서 수익성을 유지하기 위해 일반적으로 틈새시장으로 계속 존재해야 했다. 대부분의 전자오락실은 아케이드 게임만으로는 운영을 유지할 수 없었고, 그 이후로 데이브 & 버스터즈와 같이 경품용 리뎀션 시스템과 비아케이드 게임을 다시 추가했다. 아케이드 게임은 모션 시뮬레이터 게임과 같이 가정용 콘솔로는 경험할 수 없는 경험을 제공하기 위해 개발되었지만, 그 비용과 필요한 공간은 더 전통적인 게임에 비해 정당화하기 어려웠다. 미국 시장은 약간의 재기를 경험하여, 전국 전자오락실 수가 2003년 2,500개에서 2008년 3,500개로 증가했지만, 이는 1980년대 초 1만 개에 비하면 훨씬 적은 수치이다. 2009년 기준으로 성공적인 아케이드 게임은 일반적으로 전 세계적으로 약 4000~6000대 판매된다. 2018년경부터는 가상 현실 게임 전문 전자오락실도 인기를 얻고 있어, 플레이어들이 VR 헤드셋에 하드웨어 투자를 하지 않고도 이러한 게임을 경험할 수 있게 되었다.
이 초기 게임들의 상대적인 단순함과 견고한 게임 플레이는 MAME와 같은 에뮬레이터를 사용하여 휴대폰이나 플레이할 수 있는 새로운 세대의 팬들에게 영감을 주었다. 일부 고전 아케이드 게임은 남코의 Ms. Pac-Man/Galaga: Class of 1981 투인원 게임과 같이 상업적인 환경에서 다시 나타나고 있거나, 교체 가능한 플래시 드라이브에 게임 ROM을 저장하는 컨트롤러 하드웨어(조이스틱)에 직접 통합되고 있다. 아케이드 고전 게임은 모바일 게임으로도 다시 등장하고 있으며, 특히 팩맨은 2010년까지 미국에서 3천만 건 이상의 다운로드를 기록했다. 아케이드 고전 게임은 또한 현대 하드웨어의 에뮬레이션을 사용하여 가정용으로 복제된 멀티 게임 아케이드 기계로도 나타나기 시작했다.

### 일본

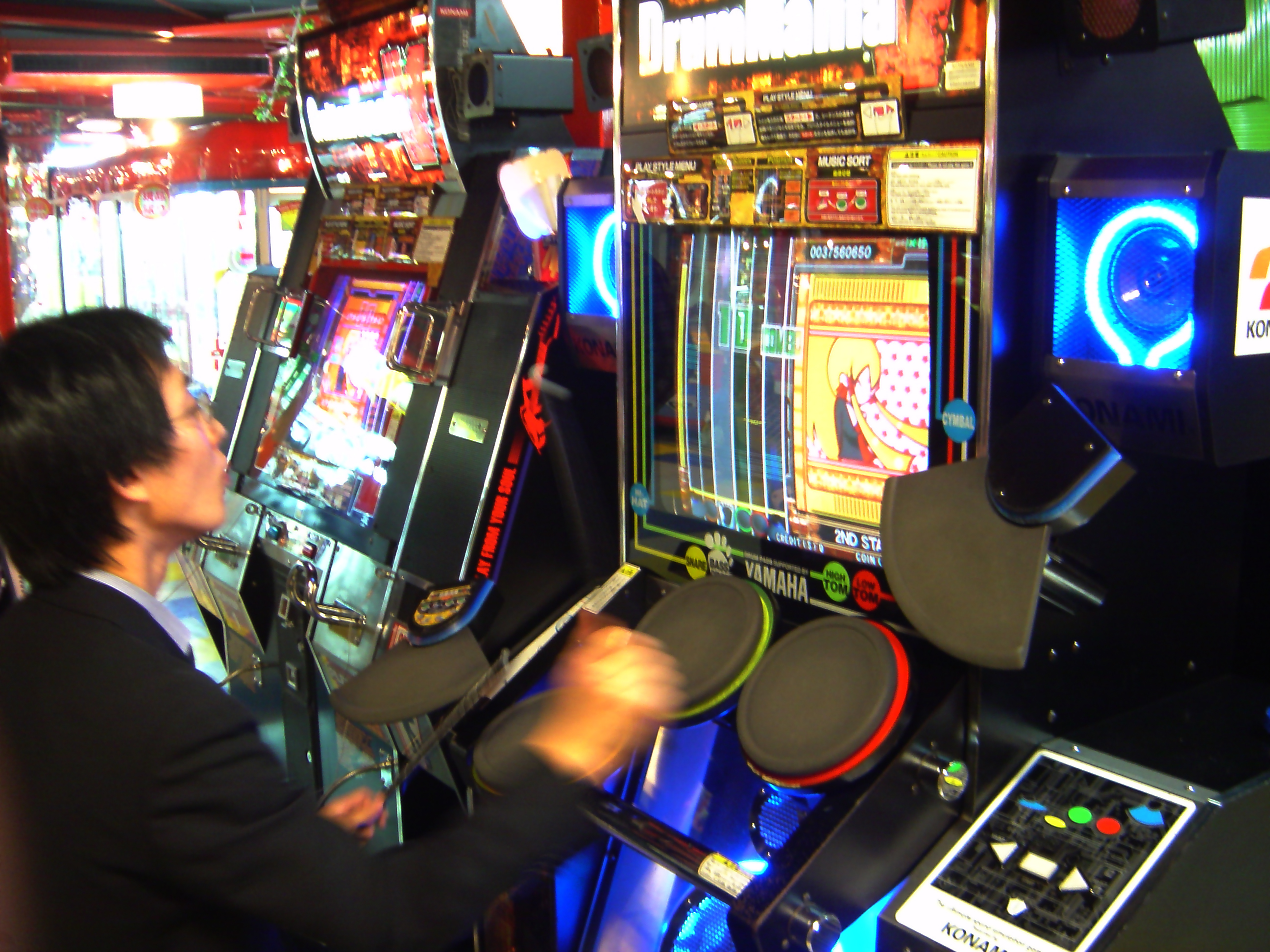
2005년 쓰쿠바에서 드럼 아케이드 게임(드럼매니아)을 하는 남자

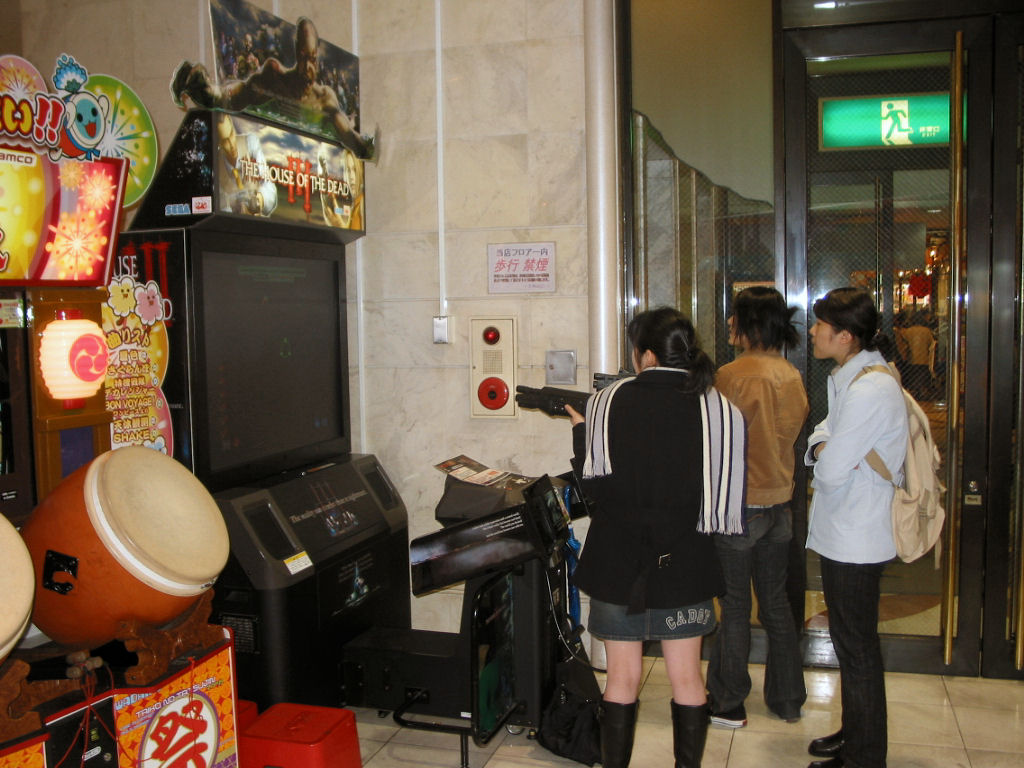
2005년 일본 전자오락실에서 더 하우스 오브 더 데드 III를 플레이하는 소녀들

일본 게임 산업에서 전자오락실은 2000년대 이후에도 계속 인기를 유지하고 있다. 이러한 꾸준한 인기와 성장하는 산업은 지속적인 혁신 지원과 기계 개발자가 전자오락실을 소유하고 있다는 점 등 여러 요인에 기인한다. 또한, 일본 아케이드 기계는 미국 기계와 달리 플레이어가 집에서는 얻을 수 없는 경험을 제공할 수 있다는 점에서 특히 더 독특하다. 이는 일본 아케이드 역사 전반에 걸쳐 일관된 특징이다. 2009년 기준으로 일본의 US$200억 게임 시장 중 US$60억이 전자오락실에서 발생하며, 이는 일본 비디오 게임 시장에서 가장 큰 부문을 차지하고, 그 다음으로 가정용 콘솔 게임이 US$35억, 모바일 게임이 US$20억을 기록한다. 2005년 기준으로, 예를 들어 남코의 경우 전자오락실 소유 및 운영이 수익의 대부분을 차지했다. 캡콤과 같은 회사들이 아케이드 시장에서 상당한 철수를 하면서, 세가는 2006년 60%의 시장 점유율로 아케이드 시장에서 가장 강력한 플레이어가 되었다. 전 세계적인 전자오락실 쇠퇴에도 불구하고, 일본 기업들은 이 시기 3년 연속 사상 최고 수익을 기록했다. 그러나 국가의 경제 침체로 인해 일본 아케이드 산업도 2007년 ¥7029억 (US$87억)에서 2010년 ¥5043억 (US$62억)으로 꾸준히 감소하고 있다. 2013년 추정 수익은 ¥4700억이다.
일본의 전자오락실의 배치는 미국의 전자오락실과 크게 다르다. 일본의 전자오락실은 여러 층의 복합 건물(종종 건물 전체를 차지하기도 한다)로, 게임 유형별로 섹션이 나뉘어 있다. 1층에는 보통 음악 리듬 게임처럼 관중을 끌어모으는 신체 활동을 요구하는 게임이 있다. 다른 층은 종종 멀티플레이어 게임과 배틀 시뮬레이터 미로로 되어 있다. 이 멀티플레이어 게임은 종종 각 플레이어의 랭킹과 명성을 추적하는 온라인 연결 기능을 가지고 있다. 상위 플레이어는 전자오락실에서 존경받는다. 전자오락실의 최상층은 보통 플레이어가 크레딧이나 티켓을 상품으로 교환할 수 있는 보상 공간이다.
일본 시장에서는 버추어 파이터 4와 월드 클럽 챔피언 풋볼이 도입한 네트워크 및 카드 기능, 그리고 건담 포드 기계와 같은 참신한 캐비넷이 일본 아케이드의 수익성을 다시 활성화시켰다. 서구에 비해 아케이드의 지속적인 인기 비결은 높은 인구 밀도와 카지노 시설과 유사한 인프라이다.

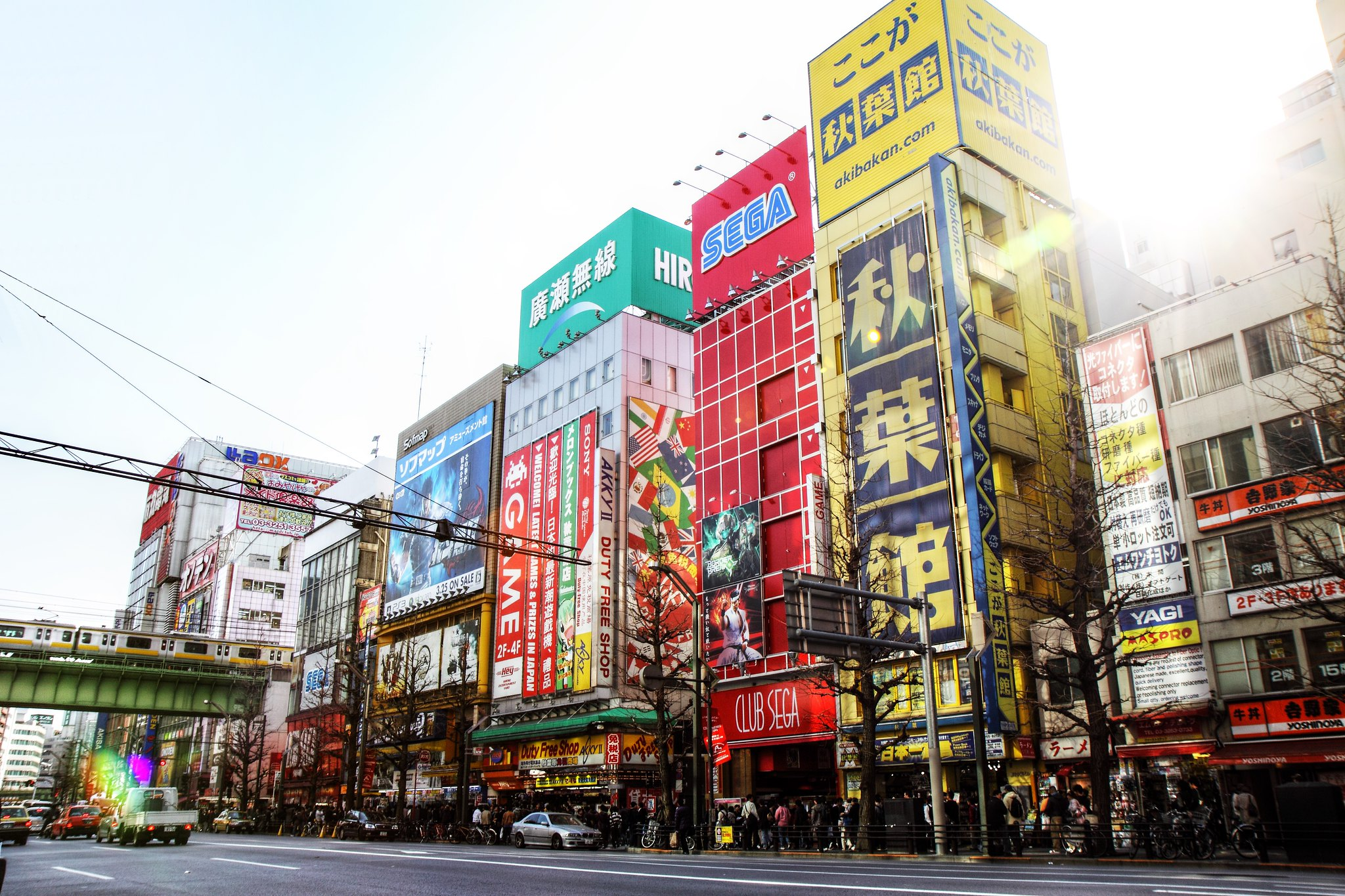
일본 아키하바라의 유명한 전자오락실인 세가 아케이드 외부

일본 아케이드 산업의 전 라이벌이었던 코나미, 타이토, 반다이 남코 엔터테인먼트, 세가는 이 기간 동안 협력했다. 2010년대 말에 가까워지면서 일본 아케이드의 전형적인 사업은 아케이드 비디오 게임이 덜 지배적이 되면서 더욱 변화했고, 2017년에는 아케이드 수익의 13%만을 차지했으며, 인형뽑기 기계와 같은 리뎀션 게임이 가장 인기가 많았다. 2019년에는 일본에 약 4천 개의 전자오락실만 남았는데, 이는 1989년 최고치인 2만2천 개에서 감소한 수치이다.

## 코로나19 범유행과 쇠퇴 (2020년-현재)
2020년 3월부터 코로나19 범유행이 전자오락실에 미친 영향은 여전히 운영 중인 많은 전자오락실에 재정적으로 피해를 주었다. 일본에서는 전자오락실이 일본 정부로부터 수익 손실에 대한 회복 자금을 받을 자격이 없었다. 팬데믹의 여파로 여러 오랜 전자오락실이 문을 닫아야 했고, 특히 세가는 대부분의 아케이드 사업을 매각했다. 재정 분석 회사 테이코쿠 데이터뱅크(Teikoku Databank)는 2024년 지난 10년 동안 8,000개 이상의 전자오락실이 문을 닫았으며, 아케이드 게임은 리뎀션 게임으로 대체되고 있다고 추정했다. 대형 게임 회사들은 남아있는 아케이드 사업을 "빠르게 침몰하는 배"로 간주하며, 아케이드 타이틀에 대한 향후 투자를 "무의미하다"고 본다. 이러한 쇠퇴는 파치슬롯과 같은 도박 지향적인 게임에서 특히 두드러졌다. 영국 전자오락실 소유주는 유사한 상황을 묘사하며 "모든 전자오락실이 문을 닫았거나 어려움을 겪고 있다"고 말했다.

## 같이 보기
- 모바일 게임의 역사
- 온라인 게임의 역사
- 비디오 게임의 역사
- 아케이드 비디오 게임 목록